# Brațele Dunării
De-a lungul cursului său, în special în zonele joase, Dunărea se desparte deseori în mai multe brațe.
În sectorul în care Dunărea traversează numai teritoriul României, fluviul formează mai multe insule, numite și bălți, principalele fiind Balta Ialomiței și Insula Mare a Brăilei.

## Brațe înainte de Delta Dunării

### Brațul Gogoșu

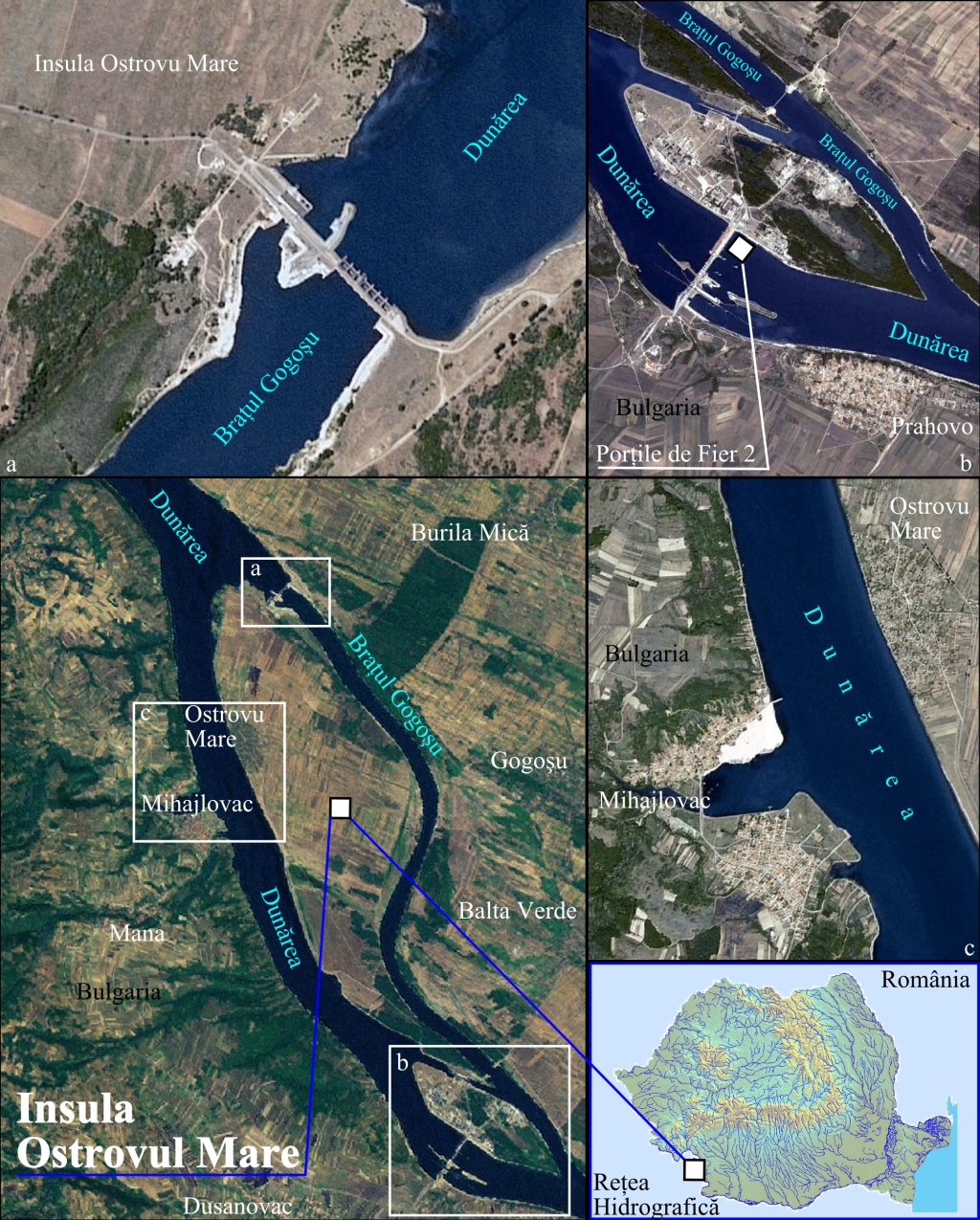
Brațul Gogoșu și Insula Ostrovu Mare

Gogoșu este brațul Dunării care se desparte de fluviu înspre malul românesc, în dreptul insulei Ostrovu Mare, al localităților Gogoșu și Balta Verde, județul Mehedinți.

### Brațul Borcea
Borcea este brațul care se desparte de cursul principal al Dunării în amonte de Călărași în punctul de trecere bac Călărași - Ostrov și se reunește cu fluviul în aval în apropierea localității Giurgeni. Pe acest braț se află orașele Călărași și Fetești.
Acest braț are aproximativ 100 de km lungime.

### Brațul Cremenea sau Dunărea Nouă
Este brațul  care are aproximativ 11 de km.lungime și împreună cu brațul Vâlciu, mărginește lacuri și bălți, zonă numita Insula Mică a Brăilei. Între brațul Măcin și brațul Cremenea se afla zona numita Balta Brăilei. La est este Insula Mică a Brăilei, la vest este insula Crăcănel.

### Brațul Ostrov
Este brațul care se formează în dreptul localitații Silistra, având un debit de apa mai mare ca cel al brațului Borcea.

### Brațul Bala
Este brațul care se formează în dreptul localității Izvoarele, preluând un debit substanțial mai mare din Dunăre și vărsându-l în bratul Borcea. Se mai numește și Brațul Rău, mai ales datorită așa numitelor anafoare care se formează aici, din cauza adâncimilor foarte mari înregistrate la începutul său (aproximativ 25 m). Are aproximativ 10 km lungime.

### Brațul Măcin sau Dunărea Veche
După Giurgeni, Dunărea se desparte iar în mai multe brațe. Cel din est poartă numele de Dunărea Veche sau Măcin, este un braț principal, mai puțin navigat, separând Balta Brăilei de Dobrogea. Pe acest braț se află orașul Măcin.

### Brațul Vâlciu
Este unul dintre brațele de est. Între brațul Vâlciu și brațul Măcin se afla Insula Mare a Brăilei, exploatație agricolă. Acest braț are aproximativ 40 km lungime.

### Brațul Calia
Începe de la trecerea bac Gropeni(km. 196+500) și se termină la ,,Înalta Tensiune,,(km. 186+500), mărginește la vest câmpia Bărăganului iar la est insula Calia, în zona comunelor Gropeni și Tichilești din județul Brăila. Brațul are 10 km lungime.

## Delta Dunării
„Numai eu singur sunt trimis la gurile Istrului celui cu șapte brațe, unde polul de gheață al nordului, se sprijină pe umerii mei. Apele Istrului de-abia mai pot să formeze o barieră între mine și între iazingi, colchi, hoardele meteree și geți.”—Publius Ovidius Naso, Trist. lib. II. 1. v. 191—192

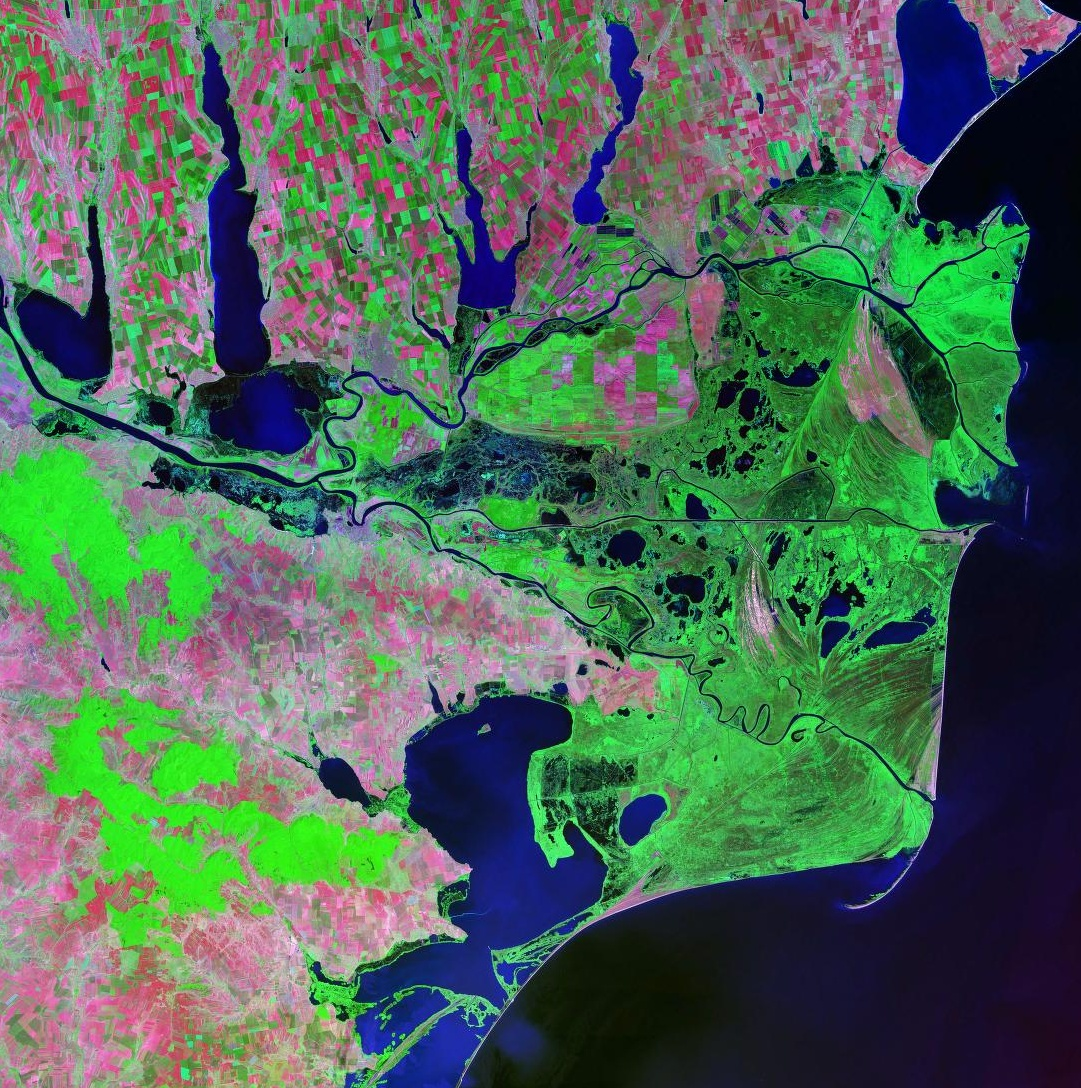
Delta dunării - imagine din satelit

La vărsarea în Marea Neagră, Dunărea se împarte în trei brațe principale, formând astfel Delta Dunării.

### Brațul Chilia
Prima bifurcație este în amonte de Tulcea, unde brațul Chilia se îndreaptă spre nord, având lungimea cea mai mare (120 km) și debitul de aproximativ 60% din total. La vărsarea acestuia în mare, se găsește o deltă secundară, care are trei brațe secundare: Tătaru, Cernovca, Babina si Musura. Delta secundară a brațului Chilia este integral ucraineană din 1991 încoace.

### Brațul Sulina
Acest braț este cel mai scurt (având doar 64 km), fiind drept, regularizat și canalizat, este folosit pentru navigație, în urma adâncirii și corectării unor meandre. Ca urmare a acestor lucrări care au avut loc între 1862 și 1902, lungimea brațului a scăzut de la 93 de km la 64 de km, iar volumul de apă scurs s-a dublat (18% în prezent), adâncimea minimă fiind de 7 m, iar cea maximă de 18 m.

### Brațul Sfântu Gheorghe
Brațul Sfântu Gheorghe este brațul mijlociu ca lungime (108 km) și debit, înaintând spre sud-est. Spre sud, se desprind două canale care fac legătura cu limanul Iancina. Sfântu Gheorghe este cel mai vechi braț, care transportă 24% din volumul de apă și aluviuni. Cea mai mare adâncime pe acest braț este de 26 de m. Și acest braț a suferit transformări prin tăierea unui număr de șase meandre, lungimea sa scurtându-se la 70 de km.